# Sokoto (ville)
Pour les articles homonymes, voir Sokoto.

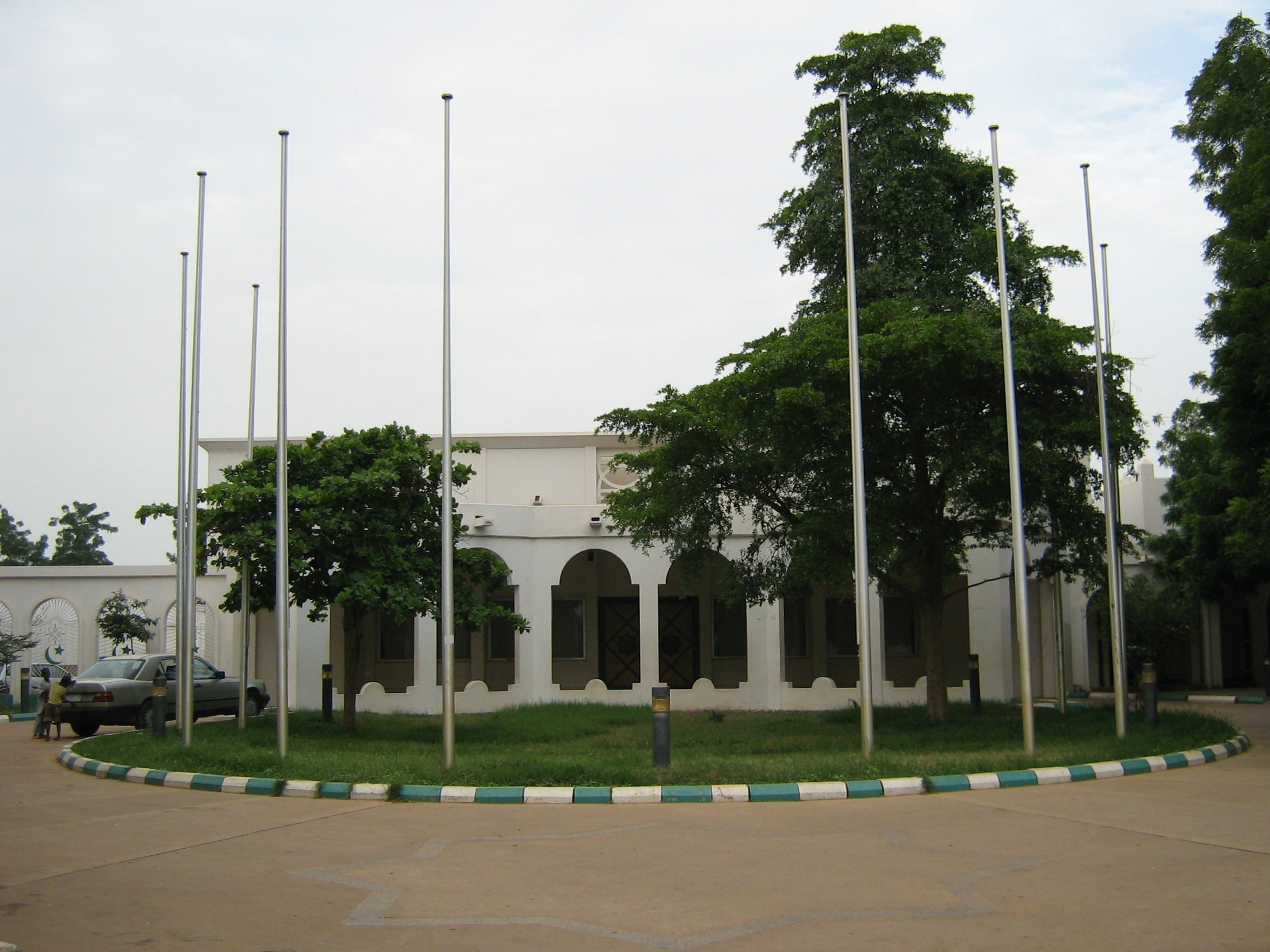
Le palais du Sultan à Sokoto.

Sokoto est une ville du Nigeria située sur un promontoire rocheux à la confluence du Bakoura et du Rima-Maradi formant le Goulbi n'Sokoto ou rivière de Sokoto.
Sa population est estimée en 2006 à 455 000 habitants.

## Géographie
La ville est située au nord-ouest du Nigéria, à 663 km au nord-ouest d'Abuja par les routes A126 et A2.

## Histoire
La ville est fondée en 1809 par Ousman dan Fodio, qui en fait sa capitale. Sokoto capitale de l’Empire de Sokoto, est annexée par les Anglais en 1903. La ville, siège de l'ancien Califat de Sokoto, est à forte majorité musulmane. Sokoto est devenue un important centre de formation musulman. Le sultan de Sokoto est considéré comme le chef spirituel des musulmans du nord du pays.

## Administration
L'agglomération s'étend sur deux zones de gouvernement local : Sokoto Nord et Sokoto Sud.

## Éducation
L'Université Ousmane dan Fodio de Sokoto (en anglais : Usmanu Danfodiyo University, UDUSOK), anciennement Université de Sokoto, est fondée en septembre 1975 sur décision du gouvernement fédéral du Nigéria.
L'Université d'État de Sokoto (en anglais : Sokoto State University, SSU) est établie depuis juillet 2009.

## Transports
La localité est desservie par l'Aéroport international Sultan Aboubakar III, situé à 10 km au sud du centre-ville.

## Ėconomie
La Cement Company of Northern Nigeria exploite une cimenterie à Sokoto, sa production a débuté en 1967.